# South Kingstown (Rhode Island)
South Kingstown település az Amerikai Egyesült Államok Rhode Island államában, Washington megyében, melynek megyeszékhelye is. Lakosainak száma 31 931 fő (2020. április 1.).

## Népesség
A település népességének változása:

| 2010 | 30 639 |
| 2020 | 31 931 |